# العطمور
العتمور، صحراء بشمالي السودان، داخل الثنية الشمالية للنيل النوبي، سهل مسطح تغطيه الرمال والحصى. ترتفع بعض جهاته مكونة تلالا ارتفاعها بين 20 و300 متر فوق مستوى السهل، من أكثر جهات السودان جفافا. تخترقها سكة حديد وادي حلفا.